# Merceritzatge

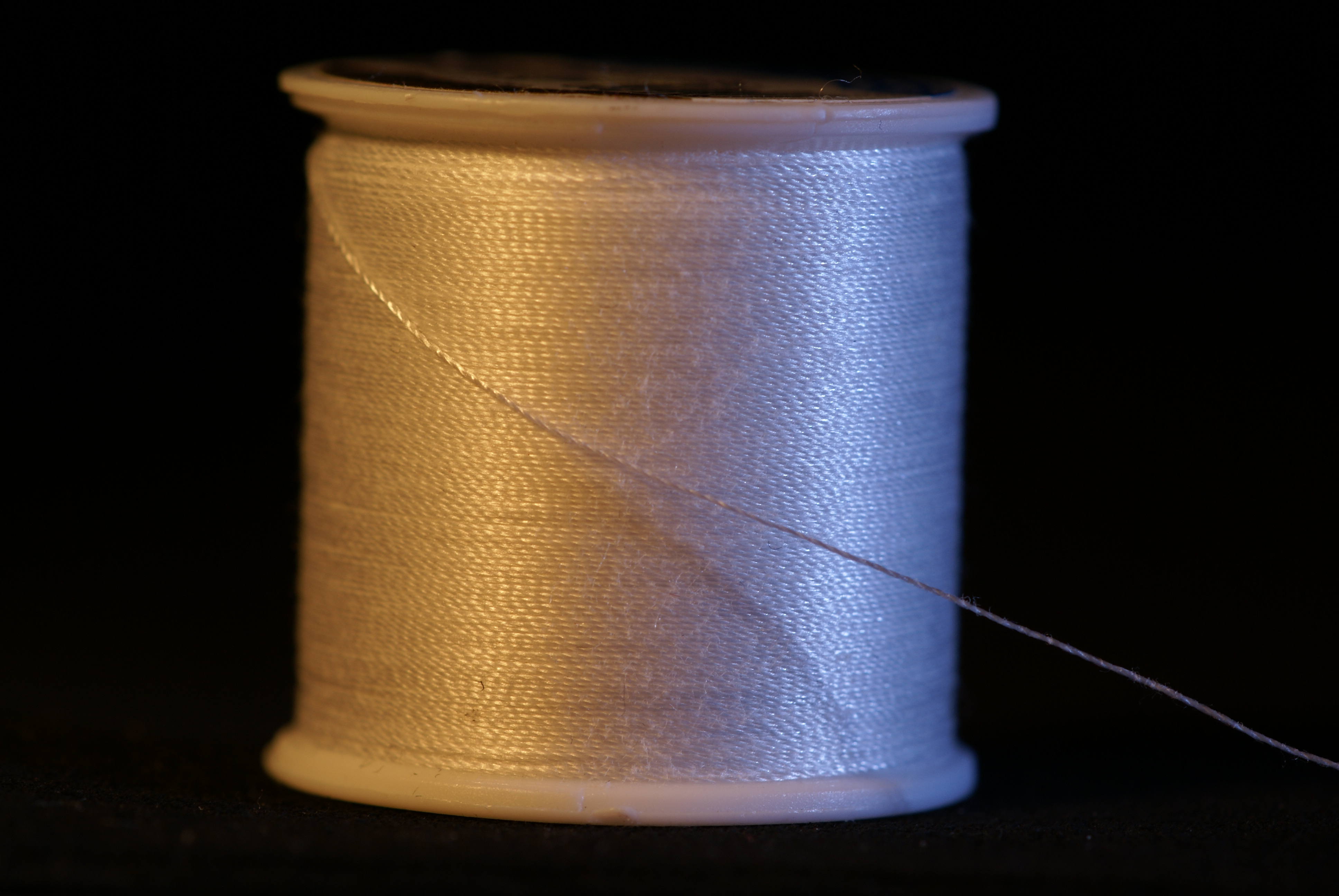
Carret de fil de cotó merceritzat amb un nucli de poliester. Ampliant la imatges es poden arribar a apreciar les fibres que formen el fil.

El merceritzatge és un tractament que s'aplica al fil i als teixits de cotó i lli per modificar l'aspecte superficial i la mà del teixit, que adquireix un acabat brillant, resistent, suau i amb més afinitat a la tintura. Els teixits i fils aconseguits amb aquest procediment es denominen cotó o lli merceritzat. Aquest tipus de fils se solen fer servir per fer diferents tipus de peces de roba amb ganxet.
El merceritzatge va ser inventat el 1853 per John Mercer, científic tèxtil i un estampador de calicó. Nascut a Great Harwood, Lancashire, Anglaterra, es va adonar que, després de filtrar la sosa càustica que havia de fer servir per tintar, el filtre de cotó havia encongit i s'havia fet més fort, llustrós i absorbent. El procés es va fer popular quan H. A. Lowe l'any 1897 va aconseguir mantenir el teixit en tensió sense que encongís, de manera que agafava molt de llustre amb un aspecte semblant a la seda.
El merceritzatge altera l'estructura física de la fibra. Quan s'infla la fibra, les parets adquireixen una estructura més recta i la secció es torna més arrodonida; això n'incrementa la superfície total i la resistència i així s'aconsegueix més lluentor i un tacte més suau del fil i del teixit obtingut.
El mètode de producció modern per al cotó merceritzat consisteix en un bany amb una solució d'hidròxid de sodi en què el teixit encongirà i seguidament d'un estirat durant el procés de rentat. Aquest tractament millora el llustre, l'afinitat al tint i la resistència al florit, però també afavoreix la formació de boles de pelussa. El cotó de fibra llarga respon millor a la mercerització.